# Young Posse
Young Posse (кор. 영파씨, Yeongpassi; стилізується великими літерами) — південнокорейський жіночий гурт під керівництвом DSP Media та незалежного звукозаписного лейблу Beats Entertainment. Гурт складається з учасниць Сонхе, Йончон, Джіани, Доин та Джіин. Вони дебютували 18 жовтня 2023 року з мініальбомом Macaroni Cheese.

## Назва
Ім'я Young Posse походить від слова «posse», яке є латинським словом, що означає «здатний». Разом назва Young Posse означає «молоду групу (дівчат), зібрану разом з певною метою».

## Кар'єра

### 2023–дотепер: Дебют ізMacaroni Cheese
22 червня 2023 року DSP Media оголосила про створення у співпраці з Beats Entertainment нового жіночого гурту з п'яти учасниць. Дебют був запланований в другій половині року. Це перший жіночий гурт компанії з часів дебюту гурту April у 2015 році. Назва гурту, Young Posse, була оголошена 12 липня. Пізніше гурт взяв участь у концерті лейбла RBW, материнської компанії DSP, 16 липня.
19 вересня вийшов тизер до дебютного музичного відео гурту. 18 жовтня Young Posse випустили свій перший мініальбом Macaroni Cheese разом із відеокліпом на однойменний головний сингл.
4 лютого 2024 Young Posse випустили цифровий сингл «Young Posse Up» — ремікс на їхню пісню «Posse Up!» з першого мініальбому Macaroni Cheese. 20 березня гурт випустив другий мініальбом XXL з однойменним головним синглом.
В червні 2025 під час повномасштабного вторгнення Росії в Україну, стало відомо що Young Posse відвідають концерти в Москві і Санкт-Петербурзі, в рамках фестивалю «МТС Live Лето».

## Учасниці
- Сонхе (кор. 선혜) — лідерка[13]
- Йончон (кор. 연정)
- Джіана (кор. 지아나)
- Доин (кор. 도은)
- Джіин (кор. 지은)

## Дискографія

### Студійний альбом
| Назва | Деталі | Пікові позиції у чартах | Продажі                  |
| Назва | Деталі | KOR                     | Продажі                  |
| ----- | --- | ----------------------- | ------------------------ |
| Cold  | - Реліз: 2 березня 2025 - Лейбл: DSP Media, Beats - Формат: CD, цифрове завантаження, стримінг Трек-лист 1. «Cold» (featuring 10cm) 2. «Lovestagram» 3. «Blue Dot» 4. «Daddy Don't Leave Me» 5. «Santa Claus Left Me No Goodz» 6. «Oskar's Drawing» 7. «Cold» (YPS Colder version) | 8                       | - Південна Корея: 21,046 |

### Мініальбоми
| Назва           | Деталі | Пікові позиції у чартах | Продажі                 |
| Назва           | Деталі | KOR                     | Продажі                 |
| --------------- | --- | ----------------------- | ----------------------- |
| Macaroni Cheese | - Реліз: 18 жовтня 2023 - Лейбл: DSP Media, Beats - Формат: CD, цифрове завантаження, стриминг Трек-лист 1. «Posse Up!» 2. «Macaroni Cheese» 3. «OTB» 4. «Cooing»                            | 60                      | - Південна Корея: 3,271 |
| XXL             | - Реліз: 20 березня 2024 - Лейбл: DSP Media, Beats - Формат: CD, цифрове завантаження, стриминг Трек-лист 1. «Scars» 2. «XXL» 3. «DNB (ft. BM of Kard)» 4. «Roty (나의이름은)» 5. «Sky Line» | 49                      | - Південна Корея: 5,018 |
| Ate That        | - Реліз: 21 серпня 2024 - Лейбл: DSP Media, Beats - Формат: CD, цифрове завантаження, стримінг Трек-лист 1. «Loading…» 2. «Ate That» 3. «Bananas» 4. «Umbrella» (кор. 화약)                  | 22                      | - KOR: 15,218           |

### Ремікс-альбоми
| Назва            | Деталі                                                                                     |
| ---------------- | ------------------------------------------------------------------------------------------ |
| We Still Loading | - Реліз: 18 жовтня 2024 - Лейбл: DSP Media, Beats - Формат: цифрове завантаження, стримінг |

### Сингли
| Назва                                                                            | Рік  | Пікові позиції у чартах | Альбом            |
| Назва                                                                            | Рік  | KOR DL                  | Альбом            |
| -------------------------------------------------------------------------------- | ---- | ----------------------- | ----------------- |
| «Macaroni Cheese»                                                                | 2023 | 185                     | Macaroni Cheese   |
| «Young Posse Up»                                                                 | 2024 | —                       | Сингл без альбому |
| «XXL»                                                                            | 2024 | 82                      | XXL               |
| «On My Scars» (featuring Lil Cherry and Dbo)                                     | 2024 | 195                     | Сингл без альбому |
| «Ate That»                                                                       | 2024 | 41                      | Ate That          |
| «We Still Loading» (featuring Los, Rick Bridges, Northfacegawd, and DJ Sky)      | 2024 | —                       | We Still Loading  |
| «Street Carol» (ㄱㅓ리에서) (with John Park)                                     | 2024 | 188                     | Сингл без альбому |
| «Cold» (featuring 10cm)                                                          | 2025 | 81                      | Cold              |
| «—» релізи, що не потрапили у чарти або не були випущені у відповідних регіонах. |      |                         |                   |

## Відеографія

### Музичні відео
| Назва                                               | Рік  | Режисер(и) | Тр.  | Прим.  |
| --------------------------------------------------- | ---- | ---------- | ---- | ------ |
| «Macaroni Cheese»                                   | 2023 | Ben Proulx | 3:08 | [ 6 ]  |
| «OTB»                                               | 2023 | Невідомий  | 1:34 | [ 20 ] |
| «Young Posse Up» (ft. Verbal Jint, NSW Yoon, Token) | 2024 | Dump Flush | 3:21 | [ 21 ] |
| «XXL»                                               | 2024 | Ben Proulx | 3:38 | [ 22 ] |

## Нагороди і номінації
| Нагорода              | Рік  | Категорія                        | Номінант / робота | Результат        | Прим.  |
| --------------------- | ---- | -------------------------------- | ----------------- | ---------------- | ------ |
| D Awards              | 2025 | Dreams Silver Label              | Young Posse       | Перемога         | [ 23 ] |
| D Awards              | 2025 | Discovery of the Year            | Young Posse       | Перемога         | [ 24 ] |
| D Awards              | 2025 | Best Girl Group Popularity Award | Young Posse       | У довгому списку | [ 25 ] |
| MAMA Awards           | 2024 | Artist of the Year               | Young Posse       | Номінація        | [ 26 ] |
| MAMA Awards           | 2024 | Best New Female Artist           | Young Posse       | Номінація        | [ 26 ] |
| MAMA Awards           | 2024 | Fans' Choice Female              | Young Posse       | Номінація        | [ 26 ] |
| Seoul Music Awards    | 2024 | Rookie of the Year               | Young Posse       | Номінація        | [ 27 ] |
| The Fact Music Awards | 2024 | Hot Potential Award              | Young Posse       | Перемога         | [ 28 ] |